# Herculano Alvarenga
Herculano Marcos Ferraz de Alvarenga (* 7. November 1947 in Taubaté) ist ein brasilianischer Arzt, Ornithologe und Paläontologe, der sich insbesondere mit ausgestorbenen Vögeln befasst und ein Spezialist für Terrorvögel ist. Er wird oft einfach Herculano Alvarenga oder Herculano M. F. Alvarenga zitiert.

## Ausbildung
Alvarenga beobachtete und präparierte schon als Jugendlicher Vögel. Er machte 1973 seinen Abschluss als Mediziner an der Medizinischen Fakultät in Taubaté und spezialisierte sich auf Orthopädie, Arbeitsmedizin und Traumatologie. Er arbeitete viele Jahre in Sao Paulo, bevor er zurück nach Taubaté ging, um dort Professor zu werden.

## Eigenes Museum
Er ist Gründer und Direktor des Museums für Naturgeschichte in Taubaté, die hauptsächlich aus seiner eigenen Sammlung besteht, die er 2002 stiftete (rund 1500 Exemplare von 500 ausgestorbenen Arten überwiegend aus dem Bundesstaat Sao Paulo).

## Entdeckungen

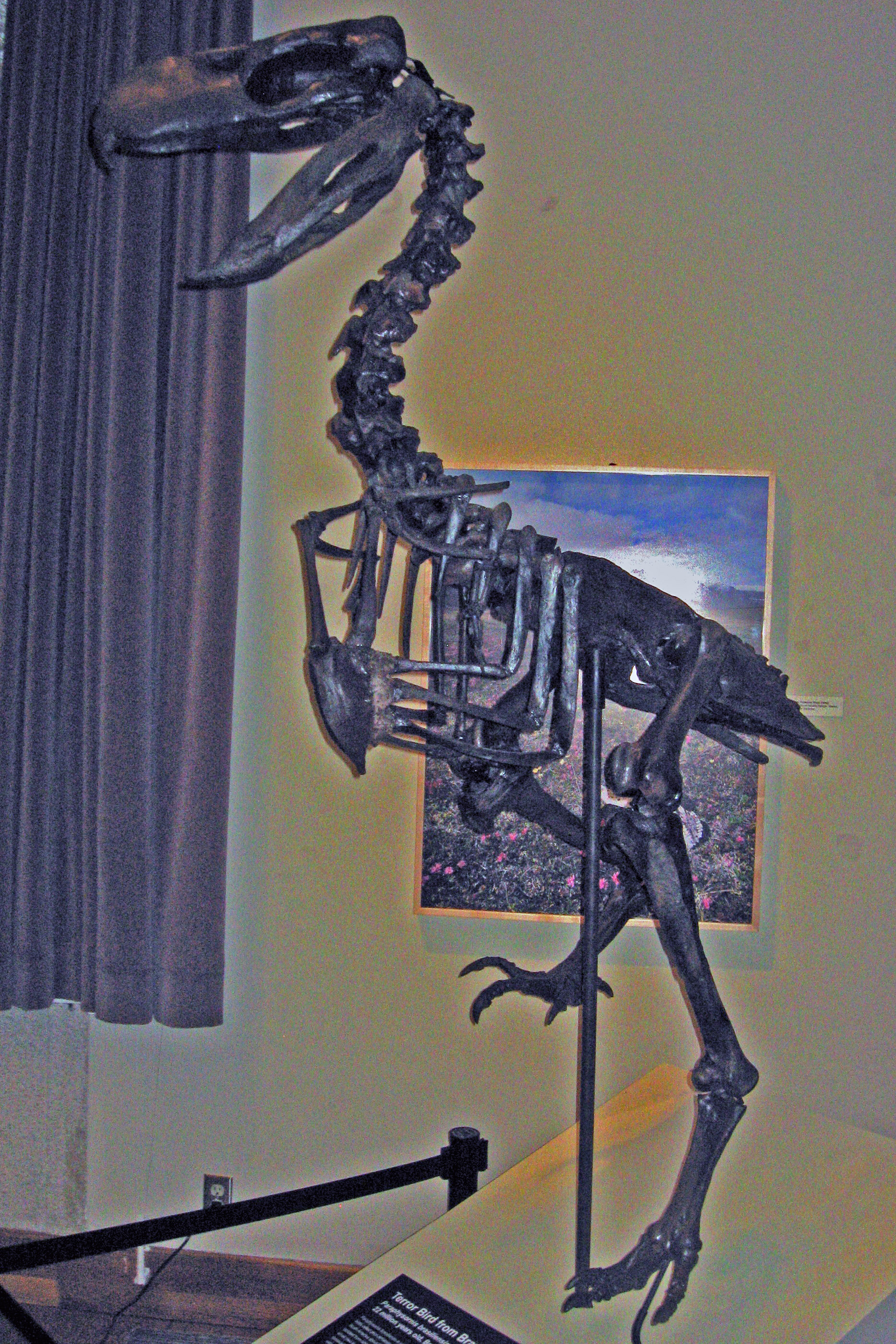
Der von Alvarenga erstbeschriebene Paraphysornis brasiliensis

1982 erstbeschrieb er seinen Fund des 2,2 m hohen, 200 kg schweren, vor 23 Millionen Jahren lebenden Terrorvogels Paraphysornis brasiliensis. Er fand ihn 1977 (als er während eines Streiks an seiner Universität viel freie Zeit hatte) bei Tremembé (nahe seiner Heimatstadt Taubatée) in einer Tongrube, Überrest eines alten Sees, in dem zuvor schon Fossilien von Insekten und kleinen Fischen gefunden wurden. Das Skelett ist das vollständigste Skelett eines Terrorvogels (die Präparation dauerte zwei Jahre) und ist in seinem Museum ausgestellt, Repliken fertigte er aber für viele weitere Museen an, im Tausch für Repliken von Dinosauriern und anderen ausgestorbenen Tieren für sein Museum. So erhielt er aus Rio eine Replik eines Estauricosaurus (Staurikosaurus pricei), aus Los Angeles eine Tyrannosaurus-Schädel-Replik, aus London eine Archaeopteryx-Replik, aus Seattle Gorilla-Skelette und solche des Komodo-Warans, aus Tokio eine Replik eines Elefantenvogels aus Madagaskar und von anderen Moa- und Dodo-Repliken.

## Forschungen
Mit José Fernando Bonaparte erstbeschrieb er den kreidezeitlichen Laufvogel Patagopteryx (1992). Er befasste sich auch mit ausgestorbenen und rezenten Aras (wie Türkisara, Learara). Weiter beschrieb er erste Funde fossiler Wehrvögel, stellte mit Gerald Mayr die These auf, der Hoatzin wäre mit Treibgut aus Afrika nach Brasilien gekommen, und unternahm eine Revision der Systematik der Terrorvögel mit Elizabeth Höfling.